# Sidoharjo (Polanharjo)
Sidoharjo is een bestuurslaag in het regentschap Klaten van de provincie Midden-Java, Indonesië. Sidoharjo telt 3055 inwoners (volkstelling 2010).